# Некрофилия (альбом)
«Некрофилия» (укр. Некрофілія) — шостий офіційний альбом гурту «Гражданская оборона». Один із серії альбомів 1987 року. Як і на всіх альбомах серії, Єгор Лєтов грає один на всіх інструментах. У 2006 році альбом був поряд з іншими перевиданий на лейблі «Мистерия звука» з бонус-треками з невиданого раніше матеріалу.

## Історія створення

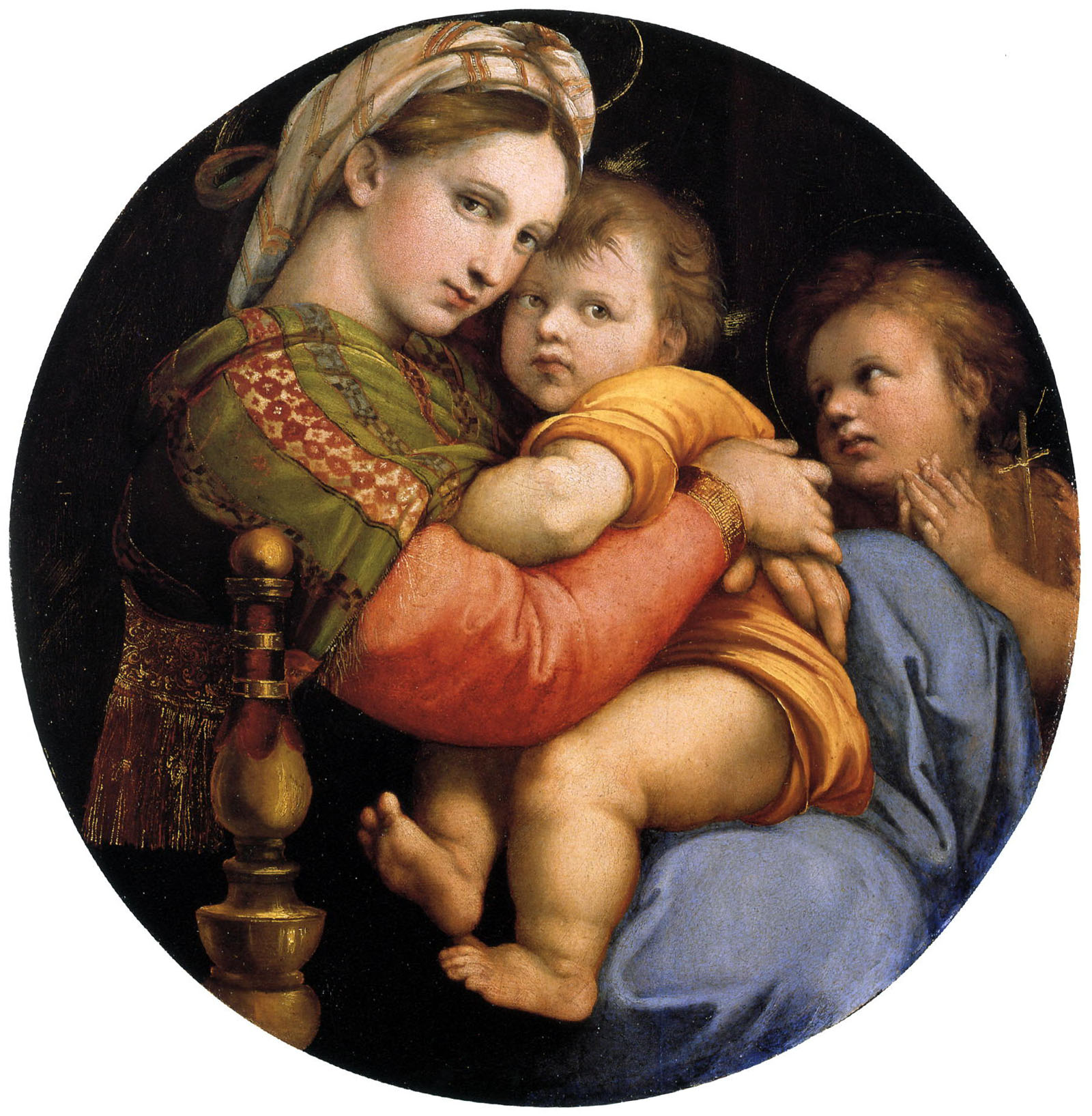
Рафаель Санті. «Мадонна у кріслі».

В альбомі містилися самі пізні (весна червень 1987 року) пісні. Також Лєтов включив в неї дві пісні, що не увійшли в попередній «Тоталитаризм». У магнітоальбомі була присутня композиція Янки Дягілєва «Печаль моя светла», яка не була включена в CD-видання альбому. Композиція повернулася в альбом на перевиданні 2006 року. В оформленні альбому Лєтов використовував фрагмент картини Рафаеля «Мадонна у кріслі».

## Список композицій
Автор музики і слів Єгор Лєтов, окрім № 8. 
| #   | Назва                                       | Тривалість |
| --- | ------------------------------------------- | ---------- |
| 1.  | «Некрофилия»                                | 2:05       |
| 2.  | «Мы в глубокой жопе»                        | 2:15       |
| 3.  | «Пора кончать»                              | 1:29       |
| 4.  | «Сквозь дыру в моей голове»                 | 2:30       |
| 5.  | «Волна патриотизма»                         | 1:39       |
| 6.  | «Сказка»                                    | 0:35       |
| 7.  | «Раздражение»                               | 3:44       |
| 8.  | «Печаль моя светла» (автор — Янка Дягілева) | 0:50       |
| 9.  | «И снова темно»                             | 1:51       |
| 10. | «Вы»                                        | 0:10       |
| 11. | «Попс»                                      | 2:11       |
| 12. | «Кайф или больше»                           | 3:17       |
| 13. | «КГБ-Рок»                                   | 2:40       |
| 14. | «По*бать»                                   | 2:04       |
| 15. | «Какое мне дело»                            | 2:39       |
| 16. | «Перемена погоды»                           | 2:06       |
| 17. | «Трамвай»                                   | 0:52       |

| Бонус-треки на виданні 2006 року | Бонус-треки на виданні 2006 року | Бонус-треки на виданні 2006 року |
| #                                | Назва                            | Тривалість                       |
| -------------------------------- | -------------------------------- | -------------------------------- |
| 18.                              | «Тоталитаризм»                   | 3:51                             |
| 19.                              | «Да будет анархия»               | 1:53                             |
| 20.                              | «Мимикрия»                       | 1:43                             |
| 21.                              | «Пошли вы все на х*й»            | 2:38                             |
| 22.                              | «Следы на снегу»                 | 2:17                             |
| 23.                              | «Суицид»                         | 1:49                             |

## Інформація з буклету
Єгор Лєтов — голос, гітари, бас, ударні. 

Янка Дягілева — голос, гітара (8).
Записано в першій половині червня 1987 року в ГрОб-студії.
6 грудня 2005 року альбом перезведений і реставрований Єгором Лєтовим і Наталією Чумаковою.
Оформлення: Єгор Лєтов.